# SiZK
SiZK（シズク、1983年1月30日 - ）は、日本の音楽プロデューサー、編曲家、作曲家、音楽ディレクター、レコーディング・エンジニア。別名、Akiyoshi Yasuda（アキヨシ ヤスダ）。ソロプロジェクト・★STAR GUiTAR（スター・ギター）としても活動する。愛知県一宮市出身。WEED所属。

## 来歴
山本領平のトラックプロデュースでデビュー。
以後 BENNIE K・伊藤由奈・melody.・Sowelu・西野カナなどの作曲・編曲・リミックス等を行う。
2010年からソロプロジェクトとして『★STAR GUiTAR』を始動している。
2017年からAkiyoshi Yasuda名義で劇伴作曲家としても活動する。

## 作品

### プロデュース楽曲（作曲のみ・編曲のみも含む）
- AAA
  - 「Love Is In The Air」
- 山本領平
  - 「SetFree」（シングル）
  - 「SetFree」
  - 「TakeOver」（アルバム）
  - 「SetFree」
  - 「SpeedWay」
- TATE & MARKIE
  - 「GreenSounds」（アルバム）
  - 「しろつめ草」
  - 「Free?」
  - 「Chace/お昼ロック」（シングル）
  - 「Chace」
  - 「Chace 2 Chace」
  - 「モウカノホシ」（アルバム）
  - 「ドライフラワー」
  - 「銀河3丁目」
  - 「奇跡」
  - 「冬日和」（シングル）
  - 「Life is beautiful」
  - 「タテマキ」（アルバム）
  - 「Good Sad Music」
  - 「ドライフラワー」
  - 「Life is beautiful」
  - 「Chace 2 Chace」
  - 「woman」
  - 「雨になれ」
- Heartsdales
  - 「Shining」（シングル）
  - 「Shining」
  - 「Super Star」（アルバム）
  - 「Shining」
  - 「冬 gonna love」（シングル）
  - 「冬 gonna love」
  - 「Ultra Foxy」（アルバム）
  - 「冬 gonna love」
  - 「Heart Attack 3 〜The Remixes & Video Clips」（アルバム）
  - 「My Melody 〜Water Drop Mix〜」
  - 「冬 gonna love」(DVD)
  - 「STAY/Foxy Lady」（シングル）
  - 「STAY」
  - 「THE LEGEND」（アルバム）
  - 「The Legend Begins」
  - 「Shining」
  - 「冬 gonna love」
  - 「STAY」
  - 「THE LEGEND 〜Final Live」（DVD）
  - 「THE LEGEND LIVE INTRO」
  - 「Shining」
  - 「冬 gonna love」
  - 「STAY」
- SPEED
  - 「ヒマワリ -Growing Sunflower-」（シングル）
  - 「Moonlight Honey」
  - 「4COLORS」（アルバム）
  - 「WORLD DANCE」
- hiro
  - 「clover」（シングル）
  - 「clover」
  - 「Be Alright」
  - 「寛 シングル・コレクション」（アルバム）
  - 「clover」
- BENNIE K
  - 「Sky」（シングル）
  - 「Sky」
  - 「OSAGA」
  - 「Japana-rhythm」（アルバム）
  - 「夏 〜Intelude〜」
  - 「OSAGA」
  - 「Sky」
  - 「4 Seasons」
  - 「ザ・ベニーケー・ショウ 〜on the floor編〜」（アルバム）
  - 「Doggy Love/with GIPPER (NORA)」
  - 「ザ・ベニーケー・ショウ 〜on the floor編?〜」（DVD）
  - 「Doggy Love/with GIPPER (NORA)」
  - 「THE WORLD」（アルバム）
  - 「英→仏→独 〜Interlude〜」
  - 「青い鳥」
  - 「THE "new" WORLD 〜WORLD TOUR!? in JAPAN〜」（DVD）
  - 「青い鳥」
  - 「モノクローム」（シングル）
  - 「モノクローム」
  - 「BEST OF THE BESTEST」（アルバム）
  - 「チャクラ」
  - 「Sky」
  - 「モノクローム」
  - 「Funky Freaks-DJ HI-KICK's Play Ground-」
- Olivia Ong
  - 「Precious Stones」（アルバム）
  - 「Fall In Step With Me」
  - 「I'll Move On」
  - 「Like A New Beginning」
- 舞
  - 「Reborn」（シングル）
  - 「Reborn」
  - 「Princess∞Candy」（シングル）
  - 「Princess∞Candy」
  - 「MAISELF」（アルバム）
  - 「Reborn」
  - 「Princess∞Candy」
- 唄人羽
  - 「リライ」（シングル）
  - 「リライ」
  - 「be here...」（アルバム）
  - 「リライ」
  - 「Beautiful mind」
- 伊沢麻未
  - 「Battlefield Of Love」（シングル）
  - 「Tears For Flower」
  - 「Prythm」（アルバム）
  - 「交差点」
- 伊藤由奈
  - 「losin'」（シングル）
  - 「losin'」
  - 「Stay for Love」
  - 「HEART」（アルバム）
  - 「losin'」
  - 「Stay for Love」
- SNoW
  - 「NightmaRe」（シングル）
  - 「NightmaRe」
  - 「初雪」（アルバム）
  - 「NightmaRe」
- melody.
  - 「Finding My Road」（シングル）
  - 「Finding My Road 〜SiZK Water Drop MIX〜 Remixed by SiZK」
- Sowelu
  - 「誰より好きなのに」（シングル）
  - 「Lie」
  - 「Naked」（アルバム）
  - 「Lie」
- 西野カナ
  - 「I」（シングル）
  - 「I」
  - 「In Stereo」
  - 「I 〜SiZK Water Drop MiX〜」（アナログ）
  - 「I 〜SiZK Water Drop MiX〜」
  - 「glowly days」（シングル）
  - 「glowly days」
  - 「celtic」
  - 「Yami Yami day」
- 日之内エミ
  - 「愛だけが」（シングル）
  - 「I Love You」
- BRIGHT
  - 「ソライロ」（シングル）
  - 「ソライロ」
- MASTERLINK
  - 「Confusion」（シングル）
- コンピレーションアルバム
  - 「We Love Cyndi-Tribute to Cyndi Lauper-」（アルバム）
  - 「Product Of Misery (BENNIE K with Yukie)」
  - 「ヴォイセラーヌーヴォー」（アルバム）
  - 「I'll Move On（Olivia Ong」
  - 「Fine Time 2 〜A Tribute to NEW WAVE」（アルバム）
  - 「How Soon Is Now? (The Smiths)」

シングル）
- 玉井詩織
  - 「暁」(シングル）
- 北乃きい
  - 「キミが…」(アルバム・編曲）
- ましのみ
  - 「どうせ夏ならバテてみない?」(シングル・編曲）

### 劇伴
- 劇場版 誰ガ為のアルケミスト（2019年）
- 幼なじみが絶対に負けないラブコメ（2021年）
- バイバイ、マイフレンド（2023年）
- なぜ僕の世界を誰も覚えていないのか?（2024年）
- カーリングの神様（2024年）[1]
- キミと越えて恋になる（2025年）

## ディスコグラフィ

### 配信限定シングル
| 発売日         | タイトル                                                    | レーベル       |
| -------------- | ----------------------------------------------------------- | -------------- |
| 2010年8月4日   | Brain Function feat. Azumi from wyolica                     | CLUSTER SOUNDS |
| 2010年10月27日 | Mirai Real feat. YOW-ROW from GARI                          | CLUSTER SOUNDS |
| 2010年12月1日  | Tonight feat. CICO from BENNIE K                            | CLUSTER SOUNDS |
| 2014年7月30日  | Rise In Revolt feat. MELTEN (JABBERLOOP , fox capture plan) | CLUSTER SOUNDS |
| 2017年2月1日   | Future - find me if you can                                 | CLUSTER SOUNDS |
| 2017年2月28日  | Moments of Clarity - Jesu, Joy of Man's Desiring            | CLUSTER SOUNDS |
| 2022年4月1日   | White                                                       | CLUSTER SOUNDS |
| 2022年5月6日   | 貌                                                          | CLUSTER SOUNDS |
| 2022年6月8日   | Out of loop                                                 | CLUSTER SOUNDS |
| 2022年7月20日  | How To Use Silence                                          | CLUSTER SOUNDS |
| 2022年8月10日  | 眩暈                                                        | CLUSTER SOUNDS |
| 2023年3月15日  | The Long Goodbye                                            | CLUSTER SOUNDS |
| 2023年6月14日  | One Way / ★STAR GUiTAR & Pia Elektra                        | CLUSTER SOUNDS |

### 参加作品
| 発売日        | タイトル                                              | 収録曲                                                        | 備考                |
| ------------- | ----------------------------------------------------- | ------------------------------------------------------------- | ------------------- |
| 2008年8月6日  | ハウスネイション -ベスト・ギグ-                       | Meu Sonho(Star Guitar Remix) / Kaleido                        |                     |
| 2009年8月19日 | 8 bit darling project ; DELUXE                        | Brandnew Wave (★STAR GUiTAR meets 初音ミク Re-mix)            |                     |
| 2009年10月3日 | GARI『トーキョー・ソルジャー』                        | j.u.d.a.s (★STAR GUiTAR remix)                                |                     |
| 2010年9月8日  | Mijk Van Dijk『past perfect』                         | Microglobe : High On Hope (★STAR GUiTAR Remix)                |                     |
| 2011年6月29日 | 九州男『97%』                                         | ONE LIFE (★STAR GUiTAR Remix)                                 |                     |
| 2011年9月7日  | 九州男『こいがBESTですばい』                          | Brand New Days (★STAR GUiTAR Remix)                           |                     |
| 2011年9月28日 | 愛内里菜『Forever Songs 〜Brand New Remixes〜』       | MIRACLE -★STAR GUiTAR Remix- Dream×Dream -★STAR GUiTAR Remix- |                     |
| 2013年1月30日 | GILLE『Try Again』                                    | ヘビーローテーション (STAR-FILLED remix) (BONUS TRACK)        |                     |
| 2013年7月17日 | ハジ→『for YOU。』                                    | 指輪と合鍵。feat. Ai from RSP (★STAR GUiTAR REMIX)            |                     |
| 2014年2月19日 | アップアップガールズ（仮） 『セカンドアルバム（仮）』 | SAMURAI GIRLS（★STAR GUiTAR Remix）                           | 初回限定盤Disc2収録 |
| 2014年8月20日 | TVダンス                                              | Theme from Star Trek (from アメリカ横断ウルトラクイズ)        |                     |
| 2015年3月25日 | DAOKO『DAOKO』                                        | Mind Surf feat. daoko                                         | 初回限定盤Disc2収録 |
| 2018年10月3日 | ハジ→『カタオモイ。』                                 | 道。 (STARGUiTAR Remix)                                       |                     |

## エピソード
- Fine Time 2 〜A Tribute to NEW WAVEではSiZK名義として参加。